# Rumporostralis
Rumporostralis è un pesce agnato estinto, appartenente ai galeaspidi. Visse nel Siluriano inferiore (circa 438 - 434 milioni di anni fa) e i suoi resti fossili sono stati ritrovati in Cina.

## Descrizione
Questo pesce, come tutti i galeaspidi, era dotato di un singolare foro mediano che si apriva nello scudo cefalico. Al contrario di tutti gli altri galeaspidi, tuttavia, in Rumporostralis il foro mediano non era completamente chiuso, e si apriva anteriormente separando in due metà la parte anteriore dello scudo cefalico. La specie tipo, R. xikengensis, era dotata di uno scudo cefalico più allungato rispetto alla specie R. shipanensis, di dimensioni maggiori (lo scudo cefalico era lungo circa 10 centimetri). Posteriormente erano presenti processi simili a corna, uno interno di piccole dimensioni e uno esterno di dimensioni maggiori. 

## Classificazione
Rumporostralis è un rappresentante dei Sinogaleaspididae, un gruppo derivato di galeaspidi caratterizzati da canali supraorbitali posteriori a forma di V e da oltre due paia di canali trasversi mediani. Rumporostralis venne descritto per la prima volta nel 2020, per accogliere la specie precedentemente descritta come Sinogaleaspis xikengensis, rinvenuta nei pressi della città di Taiyangsheng nella provincia di Jiangxi, in Cina. A questo genere è stata ascritta anche la specie R. shipanensis. 

## Paleoecologia
Rumporostralis era un pesce che viveva in ambienti d'acqua dolce, probabilmente nei pressi del fondale. 